# Rhede (Bassa Sassonia)
Rhede è un comune di 4.261 abitanti della Bassa Sassonia, in Germania.
Appartiene al circondario (Landkreis) dell'Emsland (targa EL).